# Friedrich Münichsdorfer

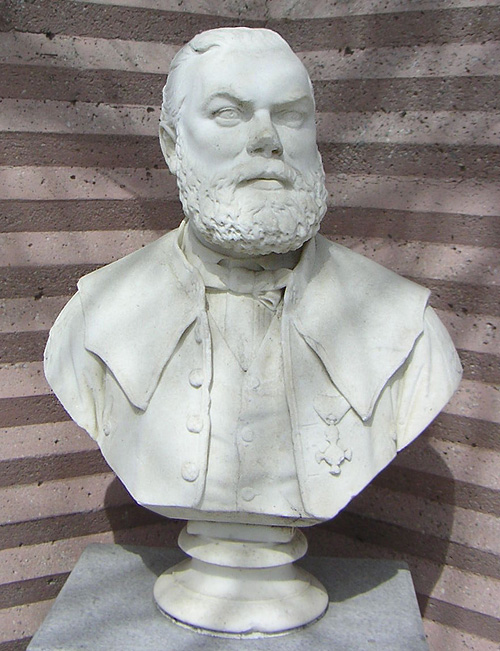
Denkmal von Friedrich Münichsdorfer im Ortskern von Hüttenberg

Friedrich Münichsdorfer (* 5. September 1828 in Staatz, Niederösterreich; † 9. Oktober 1874 in Hüttenberg, Kärnten) war ein österreichischer Bergverwalter und Historiker.

## Leben
Münichsdorfers Vater war Gutsverwalter, was ihm ermöglichte, am Joanneum in Graz Technik zu studieren und den Berg- und Hüttenkurs in Leoben zu besuchen. Ab 1852 war er Berg- und Hüttenadjunkt bei der Radgewerkschaft Compagnie Rauscher in den Hüttenberger Betrieben in der Heft und Mosinz, ab 1858 Bergverwalter und ab 1864 Verweser in Heft. Nach der Gründung der Hüttenberger Eisenwerks-Gesellschaft 1869 stieg er zum Oberbergverwalter des Hüttenberger Erzberges auf.

## Werk
Münichsdorfer vollzog zahlreiche technische und administrative Reformen im Bereich des Hüttenberger Erzberges – dazu zählten ausgedehnte Tagförderanlagen. Er ließ die erste Bessemerbirne Kärntens in der Heft (1863/1864), die zweite in Österreich überhaupt, in Betrieb nehmen. Er verfasste die „Geschichte des Hüttenberger Erzberges“, in der er zahlreiche, heute teils verlorene Originaldokumente verwendete. Ab 1859 wirkte Münichsdorfer auch am Naturhistorischen Museum in Klagenfurt und machte sich als Geologe und Mineraloge durch seine montanistischen Publikationen einen Namen.

## Publikationen
- Friedrich Münichdorfer, erweitert durch ein Vorwort von Paul Werner Roth, ein Porträt Friedrich Münichsdorfers sowie Ergänzungen und Registern von Eberhard Franz: Geschichte des Hüttenberger Erzberges. Fotomechanischer Nachdruck der Originalausgabe 1870. In: Carinthia II. Sonderheft 48, Verlag des Naturwissenschaftlichen Vereins für Kärnten, Klagenfurt 1989 zobodat.at [PDF].
- Friedrich Münichsdorfer: Geschichtliche Entwicklung der Roheisen-Produktion in Kärnten. Bertschinger, Klagenfurt 1873.